# Ain Zana
Ain Zana (em árabe: عين الزانة) é uma comuna localizada na província de Souk Ahras, Argélia. Segundo o censo de 2008, a população total da cidade era de 7 499 habitantes.